# Velký park (Sarajevo)
Velký park (bosensky Veliki Park) je hlavní park v metropoli Bosny a Hercegoviny, Sarajevu. Nachází se ve středu města, na jižním okraji místní části Mejtaš. Park přléhá k ulici Maršála Tita. 

## Historie
Park byl zřízen na místě starého muslimského hřbitova, který založil muslim Hadží Mustafa Čekrekčija na konci 16. století. Pohřbívání zde bylo běžné až do příchodu Rakousko-uherské správy, která zde z hygienických důvodů tuto praxi zakázala. Rozhodnutí vyvolalo ze strany muslimské komunity protest, a to nejen v případě tohoto parku, ale i dalších obdobných prostranství na území města. Některé náhrobní kameny byly nicméně do parku začleněny a dochovaly se až do současné doby. O vzniku parku na tomto místě se zasloužil předseda tehdejší bosenské zemské vlády, Hugo Kvarić. Park byl slavnostně otevřen roku 1886.

## Zajímavosti a památníky
V parku se nachází památník připomínající dětské oběti války v Bosně a Hercegovině v 90. letech 20. století. Rovněž se zde nachází památník devíti policistů, kteří zahynuli při operaci Trebević '93 během stejného konfliktu. 